# Ryszard Daniel Golianek
Ryszard Daniel Golianek (ur. 22 marca 1963 w Ukcie) – polski muzykolog, profesor zatrudniony w Instytucie Muzykologii Uniwersytetu im. Adama Mickiewicza, a także profesor wizytujący w Akademii Muzycznej im. G. i K. Bacewiczów w Łodzi, gdzie od 2006 do 2018 roku pełnił funkcję kierownika Katedry Teorii Muzyki.
Doktoryzował się 14 czerwca 1993 roku na podstawie pracy Dramaturgia kwartetów smyczkowych Dymitra Szostakowicza. 17 kwietnia 2000 uzyskał stopień doktora habilitowanego na podstawie pracy Muzyka programowa XIX wieku. Idea i interpretacja. W swojej pracy badawczej zajmuje się głównie problematyką historii i estetyki muzyki XIX wieku. W 2012 otrzymał tytuł naukowy profesora.

## Książki
- Dramaturgia kwartetów smyczkowych Dymitra Szostakowicza, Poznań 1995,
- Muzyka programowa XIX wieku. Idea i interpretacja, Poznań 1998,
- Dzieła muzyczne Juliusza Zarębskiego. Chronologiczny katalog tematyczny/The Musical Works of Juliusz Zarębski. Chronological Thematic Catalogue, Poznań 2002,
- Juliusz Zarębski: Człowiek – muzyka – kultura, Kraków 2004,
- Zrozumieć operę, Łódź 2009,

- Opery Józefa Michała Ksawerego Poniatowskiego, Toruń 2012,
- Przewodnik po muzyce Mahlera, Łódź 2012,
- Polska w muzycznej Europie. Tematyka polska w dziełach kompozytorów zagranicznych XIX wieku, Kraków 2019.
- Moniuszko. Kompendium, Kraków: PWM 2019

## Redakcja
- Ryszard Daniel Golianek, Jarosław Mianowski (red.), Bliżej opery. Twórcy – dzieła – konteksty, Wyd. Adam Marszałek 2010,
- Marta Szoka, Ryszard Daniel Golianek (red.), Olivier Messiaen we wspomnieniach i refleksji badawczej, Łódź: Akademia Muzyczna im. Grażyny i Kiejstuta Bacewiczów w Łodzi, 2009,
- Ryszard Daniel Golianek, Piotr Urbański (red.), Händel, Haydn i idea uniwersalizmu muzyki, Rhytmos Poznań 2010, s. 191-203 ISBN 978-83-60593-12-7,
- Ryszard Daniel Golianek, Piotr Urbanski (red)., Od literatury do opery i z powrotem. Studia nad estetyką teatru operowego, Toruń 2010.